# Сбежавшая невеста
Эта статья — о голливудском фильме. Об одноимённом эпизоде телесериала «Доктор Кто» см. статью Сбежавшая невеста (Доктор Кто)
«Сбежавшая невеста» (англ. Runaway Bride) — американская романтическая комедия 1999 года, примечательная воссоединением творческого союза актёров Джулии Робертс и Ричарда Гира, режиссёра Гарри Маршалла, а также многих других актёров и членов съёмочной группы фильма «Красотка».
Фильм был очень успешен в прокате, собрав 309,5 млн долларов при бюджете 70 млн.

## Сюжет
Мегги Карпентер — очаровательная молодая девушка, у которой было несколько неудач в отношениях с мужчинами. Мегги до смерти боится замужества, и каждый раз, как дело доходит до свадьбы, она сбегает прямо от алтаря. Таким образом, за плечами у Мегги три неудавшиеся свадьбы. Местные журналисты назвали её Сбежавшей невестой.
Тем временем в Нью-Йорке колумнист USA Today Айк Грэм решает написать статью о Мегги, услышав про неё от пьяного в одном из баров. Он не проверил факты и, упоминая неудачные замужества Мегги, назвал цифру семь, назвав её «мужеедкой и ненасытной богиней». В журнал пришло опровержение — она, Мэгги Карпентер (Робертс), сбегала с собственных свадеб только три раза. Журналиста, обвинённого в клевете, уволили за искажение фактов. Айка освобождает от работы его бывшая жена, и её новый муж Фишер — лучший друг Айка — предлагает Айку отправиться в городок Хэйл, в штате Мэрилэнд. Айк должен тщательно проверить факты, написать правдивую статью о Мегги, готовящейся выйти замуж за тренера школьной футбольной команды Боба. Главное, Айк должен уличить Мегги в очередном бегстве со свадьбы, что косвенно подтвердит первоначальную статью и восстановит его доброе имя журналиста.
Первая негативно-скептическая реакция местных жителей на приезд Айка быстро сменяется на милость — все очарованы пройдохой-нью-йоркцем, особенно подруги Мегги. Между тем сам Айк понимает, что Мегги — вовсе не ведьма, какой он её представлял, а непростая девушка со сложной жизнью. Айк оказывается в странной роли «подруги», помогая Мегги готовиться к торжеству. Он помогает выбрать платье невесты. Во время предсвадебной вечеринки в гавайском стиле луау, Айк защищает Мегги от неуместных шуток жителей города. Айк пытается объяснить девушке, что её проблема в том, что она пытается приспособиться к будущему мужу, забывая о собственной индивидуальности. В супружеской жизни обе стороны равноправны. Мегги пытается отрицать, что у неё возникла взаимная симпатия к Айку. Однако всё идёт наперекосяк, когда Мегги целует Айка прямо во время свадебной репетиции. Всего несколько минут, и Айк с Мегги принимают решение пожениться, и вот уже весь город готовится встречать нью-йоркских друзей новоиспечённого жениха.
День свадьбы приближается, и Айк терзается в сомнениях — поступит ли с ним Мегги так же, как и с другими своими возлюбленными? Именно так и происходит — Мегги вновь сбегает, оставив Айка с разбитым сердцем. Через некоторое время после возвращения в Нью-Йорк Айк находит в своей квартире Мегги, приехавшую, чтобы извиниться перед ним и сделать предложение — она поняла, что каждый раз сбегала, потому что не была уверена в правильности своего решения, но теперь она точно знает, что любит только Айка. Вскоре возлюбленные сыграли скромную свадьбу на прекрасном лугу, куда вскоре пришли все их друзья, чтобы поздравить новобрачных в этот счастливый день.

## В ролях
- Джулия Робертс — Мэгги Карпентер, «сбежавшая невеста»
- Ричард Гир — Айк Грэм, журналист
- Джоан Кьюсак — Пэгги Флеминг, нефигуристка
- Рита Уилсон — Эли Грэм, бывшая Айка
- Гектор Элизондо — Фишер, муж бывшей Айка
- Пол Дули — Уолтер Карпентер, отец невесты
- Кристофер Мелони — Боб Келли, тренер
- Донал Лог — Брайан Норрис, святой отец
- Рег Роджерс — Джордж Свиллинг, ботаник
- Юл Васкес — Гилл Чавес, рокер
- Джин Шетлер — Бабуля
- Сила Уорд — Красотка в баре

## Критика
Кеннет Тюран из Los Angeles Times писал: «Сценарий настолько запутан и надуман, что поднимает вопросы только для того, чтобы игнорировать их или отбрасывать». Пол Клинтон из CNN написал: «Это мило, обаятельно, остроумно и смешно. Отличный фильм для просмотра на свидании». Роджер Эберт из Chicago Sun-Times дал фильму 2 звезды из 4, заявив: «После того, как Гир и Робертс играли гораздо более умных людей (даже в романтических комедиях), больно видеть, какие они здесь».

## Съёмочная группа
- Режиссёр: Гарри Маршалл
- Сценарий: Сара Пэрриот и Джозан МакГиббон
- Оператор: Стюарт Драйбёрг
- Монтаж: Брюс Грин
- Композитор: Джеймс Ньютон Хауард

## Саундтрек
Лейбл Columbia выпустил альбом 2 августа 1999 года.
1. I Still Haven’t Found What I’m Looking For в исполнении U2.
2. Ready To Run в исполнении Dixie Chicks.
3. I Love You в исполнении Martina McBride. (Посмотреть официальный клип к фильму на сайте YouTube)
4. Maneater в исполнении Hall & Oates.
5. From My Head To My Heart в исполнении Evan & Jaron.
6. Blue Eyes Blue в исполнении Eric Clapton.
7. And That’s What Hurts в исполнении Hall & Oates.
8. Never Saw Blue Like That в исполнении Shawn Colvin.
9. You Can’t Hurry Love в исполнении Dixie Chicks.
10. You Sang To Me в исполнении Marc Anthony.
11. You’re The Only One For Me в исполнении Allure.
12. Before I Fall In Love в исполнении Coco Lee.
13. Once In A Lifetime в исполнении Kenny Loggins & Human Nature.
14. Where Were You (On Our Wedding Day)? в исполнении Billy Joel.
15. It Never Entered My Mind в исполнении Miles Davis.

Также в фильме звучали:
- Let’s Make A Deal в исполнении Willie Colón.
- Sugar Magnolia в исполнении Jugglins Suns.
- Ripple в исполнении The Grateful Dead.
- Ripple в исполнении Yul Vazquez.
- The Andy Griffith Show Theme в исполнении Earle Hagen and Herbert W. Spencer.
- Minstrel Montage в исполнении Joseph Williams Andrews & William Todd Crosby.
- Polynesian Drums 1 & 2 в исполнении Alain Leroux.
- My Little Grass Shack в исполнении Joseph Williams Andrews, William Todd Crosby, Eugene Walker Jackson Jr. & Robert Lee Jones.
- You Pita в исполнении Alain Leroux.
- Aura Lee в исполнении Joseph Williams Andrews, William Todd Crosby, Eugene Walker Jackson Jr. & Robert Lee Jones.
- Jungle in My Heart в исполнении Jugglins Suns.
- It Will Take A Long Long Time в исполнении Roxette.
- Wipe Out в исполнении B. Badand, Kenneth Karman & Bill Bernstein.
- Good Night, Ladies в исполнении Joseph Williams Andrews, William Todd Crosby, Eugene Walker Jackson Jr. and Robert Lee Jones.

Использована классическая музыка:
- Jesu, Joy of Man’s Desiring. Композитор — Johann Sebastian Bach
- Bridal Chorus from Lohengrin. Композитор — Richard Wagner
- Wedding March from A Midsummers Nights Dream. Композитор — Felix Mendelssohn-Bartholdy
- Air On The G String. Композитор — Johann Sebastian Bach
- Menuet. Композитор — Katie Kirkpatrick
- Ave Maria.
- Canon & Guigue For Three Violins & Keyboard. Композитор — Johann Pachelbel
- March from The Marriage of Figaro. Композитор — Wolfgang Amadeus Mozart
- Overture from The Marriage of Figaro. Композитор — Wolfgang Amadeus Mozart
- Hallelujah Chorus. Композитор — Georg Friedrich Händel